# William Kahan
William Morton Kahan (nascut el 5 de juny de 1933) és un matemàtic i informàtic que va rebre el premi Turing de 1989 per "les seves contribucions fonamentals a l'anàlisi numèrica", fou nomenat Fellow de l'ACM el 1994, i va ingressar a l'Acadèmia Nacional d'Enginyeria el 2005.
Va estudiar a la Universitat de Toronto, on es va llicenciar el 1954, va obtenir un màster el 1956, i es va doctorar el 1958, sempre en matemàtiques. Kahan és actualment professor emèrit de Matemàtiques i d'Enginyeria Elèctrica i Informàtica a la Universitat de Califòrnia a Berkeley.
Kahan fou l'arquitecte principal de l'estàndard IEEE 754-1985 per als càlculs en coma flotant (i la seva continuació, independent del punt, IEEE 854-1987). Se l'ha anomenat “El Pare de la Coma Flotant”, perquè fou essencial en la creació de l'especificació IEEE 754 original. Kahan va continuar contribuint a la revisió de l'IEEE 754 que va conduir a l'estàndard actual.
Durant la dècada de 1980 va desenvolupar el programa "paranoia", un test de referència que comprova una àmplia gamma d'errors potencials en coma flotant. Va servir per detectar el famós error de divisió del Pentium, i continua utilitzant-se avui en dia. També va desenvolupar l'algorisme de suma de Kahan, que és important de cara a minimitzar l'error que s'introdueix quan se suma una seqüència de nombres en coma flotant de precisió finita. Va introduir el terme "Dilema del Creador de Taules" per al cost desconegut d'arrodonir correctament funcions transcendents a un nombre de dígits preassignat.
És molt actiu en la defensa d'una millor educació del gremi de la informàtica en les particularitats de la coma flotant, i de tant en tant denuncia decisions de disseny en ordinadors i llenguatges de programació que puguin debilitar els càlculs en coma flotant.
Quan Hewlett-Packard va introduir la calculadora científica de butxaca HP-35, la seva precisió numèrica quan avaluava funcions transcendents per a alguns arguments no era òptima. Hewlett–Packard va treballar intensament amb Kahan per millorar la precisió dels algorismes, cosa que va permetre millores importants. Aquest procés es va documentar al Hewlett-Packard Journal de l'època.
També va contribuir significativament al disseny d'algorismes de la sèrie HP Voyager i va escriure trossos dels seus manuals intermedis i avançats.